# William Amamoo
William Amamoo (Accra, 4 april 1985) is een voormalig Ghanese doelman.

## Carrière
Amamoo begon zijn carrière in 1998 bij de beroemde Ghanese club Liberty Professionals FC en promoveerde met het team van Division One naar de Premiership. Hij vertrok naar Dawu Youngsters in 2000 en trad later in 2002 toe tot Heart of Lions, uitkomend in de hoogste divisie van Ghana. In mei 2003 verhuisde hij naar het Roemeense Liga I- team FC Farul Constanţa.
Amamoo speelde 25 wedstrijden met Constanţa en verhuisde naar het Zweedse team Syrianska FC. Vervolgens verhuisde hij naar FC Sopron. Later verhuisde hij in 2008 naar het Zweedse team Vasalunds IF, deze club verhuurde hem aan de Egyptische club FC Telecom Egypte. Na deze huurperiode keerde hij in 2009 terug naar Vasalunds IF in Zweden.

## Internationale carrière
Hij ontving de eerste cap voor de Black Stars tijdens de vriendschappelijke wedstrijd tegen Australië op 23 mei 2008.

## Privéleven
Hij vroeg om het Roemeense paspoort, met de bedoeling om voor het nationale voetbalteam van Roemenië te spelen, de claim werd in 2004 afgewezen.

## Achtergrond
De doelman van de Black Stars heeft voortdurende steun toegezegd aan de familie van Ibrahim Dossey, die stierf op 9 december 2008. De in Egypte gevestigde keeper had een campagne gelanceerd om geld in te zamelen om het leven van Dossey te redden tot zijn dood.
Amamoo heeft beloofd de opleiding te financieren van Dossey's dochter, die ongedeerd was door het ernstige auto-ongeluk dat tot zijn dood leidde.
"Ik heb besloten om de opleiding van zijn dochter te verzorgen, want als je Ibrahim kent, weet je dat hij dicht bij haar was," vertelde Amamoo.
“Ik denk dat ik, zolang ik nog lang leef, dingen zal doen die haar gelukkig maken in het leven. Ik ben ook van plan haar uit te nodigen voor vakanties in Zweden en zo.
"Je weet wat mijn stichting is, ik denk erover door te gaan ter nagedachtenis aan hem en mijn overleden vader."
Amamoo kon de begrafenis niet bijwonen vanwege zijn clubverplichtingen.